# Franjo Šeper
Franjo Šeper (Osijek, en el momento de su nacimiento Austria-Hungría, actual Croacia, 2 de octubre de 1905 - Roma, 30 de diciembre de 1981) fue un cardenal croata de la Iglesia católica.

## Biografía
En 1960 el papa Juan XXIII lo nombró arzobispo de Zagreb tras la muerte de Alojzije Stepinac. El 22 de febrero de 1965, el papa Pablo VI lo creó cardenal.
El 8 de enero de 1968 fue nombrado Prefecto de la Congregación para la Doctrina de la Fe (1968-1981).
Fue el autor del documento Mysterium Eccleasiae, escrito que tenía por objetivo una reorientación de la eclesiología tras la finalización del Concilio Vaticano II. Posteriormente fue el responsable de La Declaración sobre el aborto (1974), en la que la Iglesia reafirmaba su posición en contra del aborto, y La Declaración sobre la cuestión de la admisión de las mujeres al sacerdocio ministrerial Inter insigniores (1976), donde rechazaba la ordenación de las mujeres en la Iglesia.
Se retiró como Prefecto el 25 de noviembre de 1981 y falleció un mes más tarde, en la mañana del 30 de diciembre, a los 76 años, de un infarto de miocardio en el Hospital Gemelli. El papa Juan Pablo II presidió la misa funeral y el cuerpo del cardenal fue más tarde trasladado a Zagreb, donde fue enterrado junto a la tumba del cardenal Aloysius Stepinac.